# Akimerus berchmansi
Akimerus berchmansi là một loài bọ cánh cứng trong họ Cerambycidae.